# Anodorhynchus purpurascens
L'ara di Rotschild o ara purpurea o oné couli (Anodorhynchus purpurascens Rothschild, 1907) è un uccello psittaciforme estinto della famiglia degli Psittacidi, sulla cui effettiva esistenza sono state avanzate numerose perplessità, in quanto descritto unicamente da Lionel Walter Rothschild nel libro Extinct Birds del 1907, il quale a sua volta si basò su quanto scritto nel diario di viaggio di Don De Navarette, avventuriero al seguito di Cristoforo Colombo, mentre mancano del tutto altre fonti sull'effettiva esistenza di questi animali: attualmente, molti ritengono che Rothschild abbia classificato come specie a sé stante esemplari rinselvatichiti di ara giacinto.

## Etimologia
L'origine del nome deriverebbe molto probabilmente dal colore purpureo del piumaggio tre colori del corpo. Il nome nativo datogli dagli indigeni era oné couli.

## Descrizione
Era una specie di Ara medio-grande, misurando dagli 80 ai 50 cm. Questo particolare pappagallo era interamente viola-blu, con zampe e unghie grigie, faccia coperta,  becco grigio-nerastro con una zona gialla di pelle sotto. Viene descritto come un grosso pappagallo (come del resto tutte le specie sue congeneri), di lunghezza superiore al mezzo metro.
Il colore descritto originariamente era un deep violet.
Come intuibile dal nome comune, l'ara purpurea aveva colorazione di colore blu-violaceo, con zampe nude dal tarso alle dita e ricoperte da scaglie grigio-nerastre: il grande becco era anch'esso nerastro, mentre gli occhi erano di colore rosso scuro. Dall'attaccatura del becco al mento correva un lembo di pelle nuda di colore giallo.
Viene descritto come un grosso pappagallo (come del resto tutte le specie sue congeneri), di lunghezza superiore al mezzo metro.
L'ara purpurea, similmente alle congeneri, aveva aspetto allungato, con lunga coda ed ali dal profilo appuntito, mentre la testa aveva aspetto massiccio, soprattutto a causa del grosso becco ricurvo.

## Biologia
Si trattava con tutta probabilità di animali diurni, abitatori degli alberi più alti, in particolare delle grosse palme. Comunicavano fra loro attraverso richiami acuti, bassi, profondi suoni rauchi, squittii e grida.

### Voce
Le are purpuree emettevano richiami acuti, bassi, profondi suoni rauchi, squittii e grida.
Questo pappagallo poteva parlare benissimo, infatti, come tutte la ara, è portato ad imitare la voce umana. Comunque può imparare con facilità anche fischi associati a un comando o altro: ad esempio se si fa un determinato fischio dandogli del cibo per un lungo periodo di tempo, essi fischiano nello stesso modo per richiedere di dare a loro del cibo, o pure quando hanno bisogno di uscire o tante altre richieste, sempre che a essi vengano insegnati. Il numero dei "fischi richiesta" che possono imparare varia da individuo a individuo. Inoltre sono anche in grado di imitare quasi perfettamente i versi di altri uccelli e di riconoscere comandi vocali, add'esempio il comando di venire e tanti altri. Dalle cose sopraelencate si capisce perfettamente che dimostrano una notevole intelligenza.

### Alimentazione
Le are purpuree si nutrivano soprattutto di frutti e semi, inclusi semi grandi e duri come noci. Sopra la volta della foresta si vedono volare soprattutto uccelli soli o in coppia, sebbene in alcune aree si incontrino piccoli stormi. Si radunano insieme nei luoghi dove possono leccare l'argilla che gli serva per depurarsi. L'ara purpurea viveva principalmente in stormi nelle palme e quando andava nei depositi di argilla scava piccoli buchi, in cui immerge le zampe. Quando si ferisce, questo pappagallo spalma sulle abrasioni (in particolar modo delle zampe, quando litigano) della saliva e dell'argilla o, se non lo è, la spalma nelle penne per mangiarla in seguito. 
Come frutta tropicale essa mangiava, noci nei siti di alimentazione costieri, germogli di varie piante e semi trovati sul fertile suolo della foresta e nei frutti, contribuendo alla disseminazione fecale zoofila. Probabilmente il suo alimento preferito erano i semi della palma Melia.
Si trattava di animali granivori e frugivori, che col grosso e robusto becco non avevano difficoltà nell'avere ragione anche dei semi più duri e dei gusci più coriacei. Secondo lo studio da un noto biologo nel 1805 raramente si cibava anche di gambi di fiore.
In cattività probabilmente avrebbe mangiato misto di sementi per pappagalli, frutta e verdura variate, gritt, osso di seppia e/o mattoncino da rosicchiare, pastoncino all'uovo e spighe di panìco, saltuariamente potremo fornire frutta secca e banana a tocchetti come leccornia.
Vive in coppia o in piccoli stormi di una trentina d'individui al massimo.
Ciarliero e petulante, diventa, invece, silenzioso quando mangia. Questo uccello è di carattere veramente molto prudente.
L'ara purpurea era un animale granivoro e frugivoro, nutrendosi principalmente di: frutta, bacche, noci, semi, fiori e germogli. Secondo lo studio da un noto biologo nel 1805 raramente si cibava anche di gambi di fiore. Nel territorio occupato dalla foresta più fitta può avere accesso alle seguenti piante: la guara (Cupania cubensis), yamagua (Guarea trichilioides), malagueta (Xylopia aromatica), macurije (Matayba oppositifolia), mango (Mangifera indica) e yagruma (Cecropia peltata). Dove, invece, nell'ecosistema in cui prevalgono la savana e i pini la cotorra si ciba dello stesso pino maschio (Pinus caribaea), di Byrosonima wrightiana, di palma panciona (Colpothrinax wrightii), Miconia androsaemifolia e secondo lo studio di Gálvez fatto nel 1896 anche di Lyonia vaccinioides.

### Riproduzione
Come le specie congeneri, con tutta probabilità questo animale era rigorosamente monogamo: raggiunta la maturità sessuale (attorno ai 3-4 anni), ciascun esemplare si sceglieva un proprio partner col quale passare il resto della propria vita.
Le uova, in numero variabile fra 1 e 4, venivano deposte in nidi ricavati da cavità nei tronchi d'albero, preferibilmente poste a una buona altezza per evitare incursioni di potenziali predatori. I piccoli nascevano dopo circa tre settimane e mezzo d'incubazione e rimanevano dipendenti dai genitori per circa un anno, anche se a partire dai 4 mesi d'età erano generalmente in grado di volare.
Come gli altri ara, anche questo animale avrebbe dovuto essere piuttosto longevo (speranza di vita fra i 30 ed i 50 anni).
L'Anodorhynchus purpurascens, raggiunta la maturità sessuale e sceltasi un partner, faceva una sola covata l'anno e si accoppiava con un unico partner con il quale nidificava all'interno di cavità dagli alberi. La disponibilità di nidi era considerata un fattore limitante per la popolazione di questo pappagallo. Essi infatti non costruivano le cavità degli alberi ove nidificare, ma le riutilizzavano di anno in anno adattandole (soprattutto scavando in profondità). Secondo alcuni studiosi sfruttavano anche i nidi di altri uccelli (picchi, soprattutto) scavati nei tronchi, purché ben distanti da terra. Qualora queste palme (per lo più secche) venivano a mancare, le ara trovavano difficoltà nella riproduzione. I nidi potevano essere distrutti a causa di abbattimenti da parte dei “ladri di cotorre”, dai cicloni, dagli incendi oppure possono essere occupati da altre specie che nidificano in maniera similare come per esempio il picchio verde di Cuba (Xiphidiopicus percussus) o il cernicalo. Queste specie potevano ingaggiare occasionalmente dei veri e propri combattimenti con le cotorre. Il periodo riproduttivo cominciava da marzo e terminava a luglio. Nella prima metà di marzo era solo possibile osservare uova all'interno dei nidi; oppure nidi in via di costruzione. Nel periodo di giugno difficilmente avremmo trovato ancora delle uova fertili all'interno del nido. I periodi riproduttivi variavano in funzione della siccità, del passaggio di uragani e dalla disponibilità di cibo. All'interno della coppia raramente il maschio si occupava dell'incubazione delle uova, la femmina risiede all'interno del nido quasi sempre. Il maschio nel frattempo procurava cibo per lei e per gli eventuali piccoli nati da poco (si calcola nel raggio di circa 80m dal nido). Il pattern comportamentale cambia repentinamente quando tutte le uova si fossero sono schiuse: le femmine usciranno sempre più spesso dal nido collaborando alla ricerca di cibo con il compagno.
Come la maggior parte dei pappagalli, l'Ara purpurea deponeva da 1 a 4 uova all'anno nella cavità di un albero da dicembre a maggio. I piccoli nascevano dopo 24-25 giorni e dovevano essere soggetti alle cure parentali. Imparavano a volare 105 giorni dopo e lasciavano i genitori a non più tardi di un anno di età. I giovani diventavano maturi sessualmente a 2-4 anni di età e potevano vivere per circa 30-50 anni. Questo pappagallo non presentava dimorfismo sessuale, quindi per individuare il loro sesso, si ricorreva al metodo non sicuro della palpazione delle osse pelviche, a metodi più certi, ma invasivo come l'esame endoscopico. A differenza di altri pappagalli della stessa famiglia gli appartenenti, esse imbottivano i loro nidi con il materiale messole a disposizione, ossia fronde di salice (aiuta a mantenere una corretta umidità, dispensabile per la schiusa delle uova), fieno e pagliuzze.

## Distribuzione e habitat
L'Anodorhynchus purpurascens viveva nelle foreste pluviali tropicali e nelle paludi tropicali fitte, dell'isola di Guadalupa (ora possedimento francese) e probabilmente nella Repubblica Dominicana e ad Haiti.
Questo uccello sarebbe vissuto sull'isola di caraibica di Guadalupa, e probabilmente anche in Repubblica Dominicana, ad Haiti e sull'isola della Martinica.
Il suo habitat era costituito dalle foreste pluviali con forte umidità, nell'ambito delle quali la si trovava nella volta degli alberi.

## Storia
L'Anodorhynchus purpurascens, nel 1905, fu portato da Lionel Walter Rothschild IV a un congresso ornitologico a Londra dove il bollettino del British Ornithologists' Club (Bulletin B.O.C., Seiten 191-217) lo mise, nel 1907, nel gruppo di pappagalli probabilmente esistiti.
Rothschildauf scoprì il nome indigeno e altri fatti indagando sull'isola di Guadalupa. 
Egli ritrovò conferma nell'amico Maurizio Fraissinet che stabilì che questo pappagallo come specie a sé ma collegata alle ara blu grazie al suo colore. Questo pappagallo, che inizialmente era un'ara giacinto, si evolse grazie all'importazione dell'altra ara degli abitanti su quell'isola dell'America del sud.
Chiamata anche Purpurara (Anodorhynchus purpurascens) da Don de Navarett durante un viaggio di cristoforo colombo, le sue prime notizie vennero dette nel 1838. 
Questo fatto incuriosì Walter Rothschild, il quale aveva sentito parlare di questo misterioso pappagallo nel libro dell'esploratore.
In antichità z. B. Bouton (1640), Du Tertre (1654 e 1667-1671) e Labat (1722-1742) narrarono che questo pappagallo si trovasse anche nella Repubblica Dominicana, a Martinica e Guadalupa. In ornitologia questo pappagallo appartiene alla tribù arini (z. B. Clark, 1905; Rothschild, 1907). Qualche ipotetica opera artistica venne trovata per questo pappagallo.

## Estinzione
L'ara purpurea era abbastanza comune intorno al 1800. Durante i primi decenni del XIX secolo, la popolazione umana sul suo territorio aumentò notevolmente, portando ad una diffusa deforestazione. L'uccello veniva cacciato anche per la carne e i nidi venivano saccheggiati o disturbati per impadronirsi dei piccoli da allevare come animali domestici. La più importante causa di estinzione fu il bracconaggio per vendere gli esemplari come uccelli domestici. Fino al 1803, la specie sembrava essere in grado di sopravvivere in aree remote, ma in seguito la popolazione non riuscì più a recuperare. Rimanevano solamente 19 esemplari, l'ultimo dei quali, che sembra fosse stato l'ultimo della specie, venne ucciso nel 1814 a Guadalupe, nelle vicinanze della palude Ciénaga de Zapata. Un'altra causa fu la deforestazione delle palme usate da riproduzione e da alimento (i frutti). Avvistamenti non confermati suggeriscono che questi uccelli sopravvissero fino al 1843.